# Horákovi
Horákovi jsou český televizní seriál, natočený společností Dramedy Productions pro Českou televizi. Předlohou je španělský seriál Los Serrano. Seriál začala Česká televize vysílat ve středu 6. září 2006 a má 39 dílů. Divák sleduje každodenní radosti i starosti moderní rodiny. Jde o dějově uzavřené příběhy, které však spojují osudy a rodinné vztahy hlavních postav. Web SerialZone uvádí, že 1. série končí po 22. díle Vetřelec a 2. série začíná 1. dílem Věštba. Seriál se stal dlouhodobě populárním zejména mezi rodinami a dětmi a je pravidelně reprízován. 

## Postavy
- Lucie Horáková (Lucie Benešová) – rozvedena, se svým bývalým manželem má dvě dcery, Evu a Terezu, o které se stará společně s druhým manželem Janem. Je učitelka na gymnáziu, kam chodí každé dítě z její nové i staré rodiny.
- Jan Horák (Igor Bareš) – po smrti manželky Marty se znovu našel se svou bývalou láskou Lucií a vzali se. Ke třem klukům, Tomášovi, Ondrovi a Kubíkovi, přibyly dvě dívky, pro které se snaží být tím nejlepším otcem na světě. Společně s bratrem pracuje v rodinné hospodě. Kromě bratra Standy má ještě bratra Matěje, o kterém si myslí, že je milionář.
- Eva Krátká (Hana Vagnerová) – Luciina starší dcera, velice chytrá a snaží se ve škole prospívat na výbornou. Pravý opak svého nevlastního bratra Tomáše, do kterého se zamiluje. Pár známostí měla za sebou a doufá, že s Tomášem budou moct být spolu. Chodí na gymnázium do stejné třídy s Tomášem, a zde učí i její matka.
- Tereza Krátká (Mariana Prachařová) – Luciina mladší dcera, velice energická, impulsivní, někdy má nos pěkně nahoru. Ale i přesto je velice chytrá a zajímá se o studium. Vede otevřenou válku se svým nevlastním bratrem Ondrou, se kterým chodí do třídy na gymnáziu. Kromě toho z ní roste mladá slečna a do života jí vstoupí nové emoce jako třeba láska.
- Tomáš Horák (Jakub Chromeček) – Janův nejstarší syn, chodí na gymnázium, kde neprospívá tak dobře jako jeho nevlastní sestra Eva, se kterou chodí do třídy. Jeho nejlepším kamarádem je Patrik, jenž je shodou okolností synem jejich učitelky Soni. Zajímá ho fotbal a i dívky, což trochu pozmění jeho vztah s Evou, který si zprvu nedokáže přiznat a chce ho přebít vztahem s mladou češtinářkou Markétou. Umí hrát na kytaru a sní o dráze slavného hudebníka.
- Ondra Horák (Jan Komínek) – Janův prostřední syn, libuje si ve šprýmech a je jich nejen plný dům, ale taky plná škola. Ve škole mu to moc nejde, jediné v čem je velice dobrý je sport a technika. Jinak si ze všeho dělá srandu. Společně s partou kluků kuje pikle a snaží se zvítězit nad svou sestrou Terezou. Je to pěkné kvítko a jeho úhlavním nepřítelem je záchodová štětka.
- Jakub Horák (Marek Zeman) – Janův nejmladší syn, benjamínek celé rodiny Horákových. Přezdívá se mu Klobáska, podle otcova obchodu. Zastává doma většinu práce, což ho nebaví, ale má rád svého tatínka a tak se snaží aby byl šťastný. Lucii pokládá za dobrou maminku, má ji rád, stejně tak svoje bratry a sestry.
- Patrik Procházka (Jakub Prachař) – Tomášův nejlepší kamarád, Edův a Sonin syn, kterého zajímá jen láska, sex a erotika. Láskou jeho života je Eva, u které několikrát zabodoval, ale hned vyhořel. Stejně jako Tomáš hraje fotbal a snaží se vždy přijít s nějakou dobrou radou, která je podle něj super, ale jinému připadá jako totální blbost.
- Zdeňka Kadlecová (Jana Šulcová) – Luciina matka, babička Evy a Terezy, která se často objevuje v domácnosti Horákových. Drží nad svou dcerou pevnou ruku a vede ji ke spořádanosti. To však neznamená, že se bezchybná babička někdy nesplete.
- Soňa Procházková (Nela Boudová) – přísná učitelka, Luciina nejlepší kamarádka, Edova manželka. Vede boj s žákem Ondrou a jeho partou, je jim neustále v patách, ale někdy se stane, že se ukáže i její milá povaha. Ale jen někdy.
- Eda Procházka (Ctirad Götz) – automechanik, Sonin manžel a Patrikův otec. Je viděn v hospodě Jana a Standy, kde je snad každou minutu svého života. Snaží se své manželce dokázat, že je milovník, jakého si vzala.
- Stanislav Horák (Jan Hraběta) – Janův bratr, se kterým provozuje [1]hospodu. Celou dobu kryl bratra Matěje před Janem, protože nechtěl aby nejmladší bratr zjistil, že je Matěj podvodník. Několikrát se pustil do vztahů, ale je stále svobodný a šťastný. Ve 37. díle se dozví, že má dceru.
- Anežka Králová (Dana Batulková) – učitelka náboženství (v jednom z dílů chodí se Standou)
- Kristýna (Kateřina Šildová) – Evina nejlepší kamarádka (od 25. dílu)
- Markéta (Jana Bernášková) – učitelka češtiny, do které se zamiluje Tomáš, později se dává na útěk nejen před ním, ale i před životem.
- Štěpán (Ondřej Česák) – Ondrův kamarád
- Vít (Marek Gallo) – Ondrův kamarád
- David (Daniel Rous) – ředitel školy, Sonin bratr, který byl zamilovaný do Lucie.
- Filip Černík (Michal Zelenka) – číšník v hospodě, na kterém si Standa vylévá zlost
- Matěj Horák (Oldřich Navrátil) – Janův a Standův bratr, který v Americe podvádí, zamiluje se do Luciiny matky Zdeny
- Miroslav Krátký (Pavel Novotný) – Luciin bývalý manžel, úspěšný doktor, držitel několika cen. Lucie se za něj před současným manželem Janem stydí, jejich dvě dcery k němu však vzhlíží.

Kromě Jana Hraběty, který ztvárňuje roli Stanislava Horáka, se v seriálu objevují také další herci Divadla Járy Cimrmana ztvárňující drobné epizodní role. Ve 4. epizodě je to Pavel Vondruška jako předseda Plátek a Jan Kašpar jako Vrána, v 8. epizodě ztvárňují dvojici dělníků Marek Šimon a Petr Reidinger, ve 21. díle se pak objeví v roli očního lékaře Miloň Čepelka a v roli nezaměstnaného povaleče Zdeněk Škrdlant a nakonec v 35. epizodě ztvárňuje postavu nemocničního lékaře Bořivoj Penc.
Část herců ze seriálu (např. Jana Bernášková, Hana Vagnerová, Jan Hraběta, Igor Bareš, Jiří Ployhar, Milan Peroutka, Nela Boudová či Jakub Prachař) se později objevila také ve Vyprávěj, tedy v seriálu stejných autorů.

### Spojení se seriálemRedakce
Zároveň se jedná o jediný seriál v produkci ČT, který částečně volně navazuje na seriál v produkci TV Nova. Seriály nenavazují přímou dějovou linkou, ale mají dvě společné postavy – a to konkrétně postavu Jardy Mrázka (v podání Jiřího Ployhara), bývalého redaktora, posléze bezdomovce a následně školníka školy, ve které se seriál Horákovi odehrává. Postava redaktora Jardy Mrázka se objevila i v nováckém seriálu Redakce. Další postavou obou těchto seriálů je postava redaktora Pavla Talicha (v podání Bořivoje Navrátila), i když tedy v seriálu Horákovi měl Navrátil jen cameo roli. Zároveň se v obou seriálech objevila i Dana Batulková, ta ale v každém z nich ztvárnila jinou roli – zatímco v seriálu Redakce ztvárnila Annu Peškovou, v seriálu Horákovi ztvárnila postavu učitelky Anežky.
V posledním díle seriálu si zahrála i Irena Máchová (postava Linda Malá). V seriálu je řečeno, že Denní listy byly zrušeny.

## Přehled dílů

### První řada (2006–2007)
| Č. v seriálu | Č. v řadě | Název                    | Režie                            | Scénář      | Datum premiéry     | Sledovanost (v mil.) |
| ------------ | --------- | ------------------------ | -------------------------------- | ----------- | ------------------ | -------------------- |
| 1            | 1         | Už se vzali!             | Tomáš Krejčí a Katarína Šulajová | Adam Pražák | 6. září 2006       | 0,789                |
| 2            | 2         | Dokonalý otec            | Tomáš Krejčí a Katarína Šulajová | Adam Pražák | 13. září 2006      |                      |
| 3            | 3         | A přece Paříž!           | Katarína Šulajová                | Adam Pražák | 20. září 2006      | 0,863                |
| 4            | 4         | Fotbal, to je hra        | Katarína Šulajová                | Adam Pražák | 27. září 2006      |                      |
| 5            | 5         | Mezi Marsem a Venuší     | Tomáš Krejčí a Biser Arichtev    | Adam Pražák | 4. října 2006      |                      |
| 6            | 6         | Den dárků                | Tomáš Krejčí a Biser Arichtev    | Luděk Horký | 11. října 2006     |                      |
| 7            | 7         | Hry na pravdu            | Katarína Šulajová a Tomáš Krejčí | Adam Pražák | 18. října 2006     |                      |
| 8            | 8         | Bezesná noc              | Tomáš Krejčí a Biser Arichtev    | Luděk Horký | 25. října 2006     |                      |
| 9            | 9         | Génius                   | Tomáš Krejčí a Biser Arichtev    | Adam Pražák | 1. listopadu 2006  |                      |
| 10           | 10        | Prezident a já           | Tomáš Krejčí a Biser Arichtev    | Luděk Horký | 8. listopadu 2006  |                      |
| 11           | 11        | Dlouhá noc v Mogambu     | Katarína Šulajová                | Adam Pražák | 15. listopadu 2006 |                      |
| 12           | 12        | Gigolo                   | Katarína Šulajová                | Luděk Horký | 22. listopadu 2006 |                      |
| 13           | 13        | Válka Procházkových      | Katarína Šulajová                | Adam Pražák | 29. listopadu 2006 |                      |
| 14           | 14        | Strýček z Ameriky        | Tomáš Krejčí a Biser Arichtev    | Luděk Horký | 6. prosince 2006   |                      |
| 15           | 15        | Maminka                  | Tomáš Krejčí                     | Adam Pražák | 13. prosince 2006  |                      |
| 16           | 16        | Šestý smysl              | Biser Arichtev                   | Luděk Horký | 20. prosince 2006  |                      |
| 17           | 17        | Táta jako máma           | Biser Arichtev                   | Adam Pražák | 3. ledna 2007      |                      |
| 18           | 18        | Život naruby             | Tomáš Krejčí a Biser Arichtev    | Luděk Horký | 10. ledna 2007     |                      |
| 19           | 19        | Všechno je jednou poprvé | Tomáš Krejčí a Biser Arichtev    | Adam Pražák | 17. ledna 2007     |                      |
| 20           | 20        | Dnes tu velím já!        | Tomáš Krejčí a Biser Arichtev    | Luděk Horký | 24. ledna 2007     |                      |
| 21           | 21        | Kdo jinému jámu kopá...  | Tomáš Krejčí a Biser Arichtev    | Adam Pražák | 31. ledna 2007     |                      |
| 22           | 22        | Vetřelec                 | Tomáš Krejčí a Biser Arichtev    | Luděk Horký | 7. února 2007      |                      |

### Druhá řada (2007)
| Č. v seriálu | Č. v řadě | Název                         | Režie                         | Scénář                        | Datum premiéry    | Sledovanost (v mil.) |
| ------------ | --------- | ----------------------------- | ----------------------------- | ----------------------------- | ----------------- | -------------------- |
| 23           | 1         | Věštba                        | Tomáš Krejčí a Biser Arichtev | Adam Pražák                   | 4. července 2007  |                      |
| 24           | 2         | Hra o lípu                    | Tomáš Krejčí a Biser Arichtev | Luděk Horký                   | 9. července 2007  |                      |
| 25           | 3         | Sexuální výchova              | Tomáš Krejčí a Biser Arichtev | Adam Pražák                   | 11. července 2007 |                      |
| 26           | 4         | Zachránění                    | Tomáš Krejčí a Biser Arichtev | Luděk Horký                   | 16. července 2007 |                      |
| 27           | 5         | Jaro útočí                    | Biser Arichtev                | Adam Pražák                   | 18. července 2007 |                      |
| 28           | 6         | Lvi a lvíčata                 | Biser Arichtev                | Luděk Horký                   | 23. července 2007 |                      |
| 29           | 7         | Být či nebýt...herečkou       | Tomáš Krejčí                  | Adam Pražák                   | 25. července 2007 |                      |
| 30           | 8         | Akt pomsty                    | Tomáš Krejčí                  | Luděk Horký                   | 30. července 2007 |                      |
| 31           | 9         | Jak se stal Patrik kamarádkou | Biser Arichtev                | Adam Pražák                   | 1. srpna 2007     |                      |
| 32           | 10        | Standa málem Indem            | Biser Arichtev                | Michal Zelenka                | 6. srpna 2007     |                      |
| 33           | 11        | Když budeš plakat, tak umřu   | Tomáš Krejčí                  | Luděk Horký                   | 8. srpna 2007     |                      |
| 34           | 12        | Sex, kam se podíváš           | Tomáš Krejčí                  | Adam Pražák                   | 13. srpna 2007    |                      |
| 35           | 13        | Zlomená srdce                 | Biser Arichtev                | Tomáš Krejčí a Michal Zelenka | 15. srpna 2007    |                      |
| 36           | 14        | Velká výhra                   | Biser Arichtev                | Luděk Horký                   | 20. srpna 2007    |                      |
| 37           | 15        | Mnoho povyku pro nic          | Tomáš Krejčí a Biser Arichtev | Adam Pražák                   | 22. srpna 2007    |                      |
| 38           | 16        | Zpátky do školy               | Tomáš Krejčí a Biser Arichtev | Michal Zelenka                | 27. srpna 2007    |                      |
| 39           | 17        | Nepodceňuj sílu pakoně        | Tomáš Krejčí                  | Luděk Horký                   | 29. srpna 2007    | 0,900                |